# Mary Chase (Schriftstellerin)

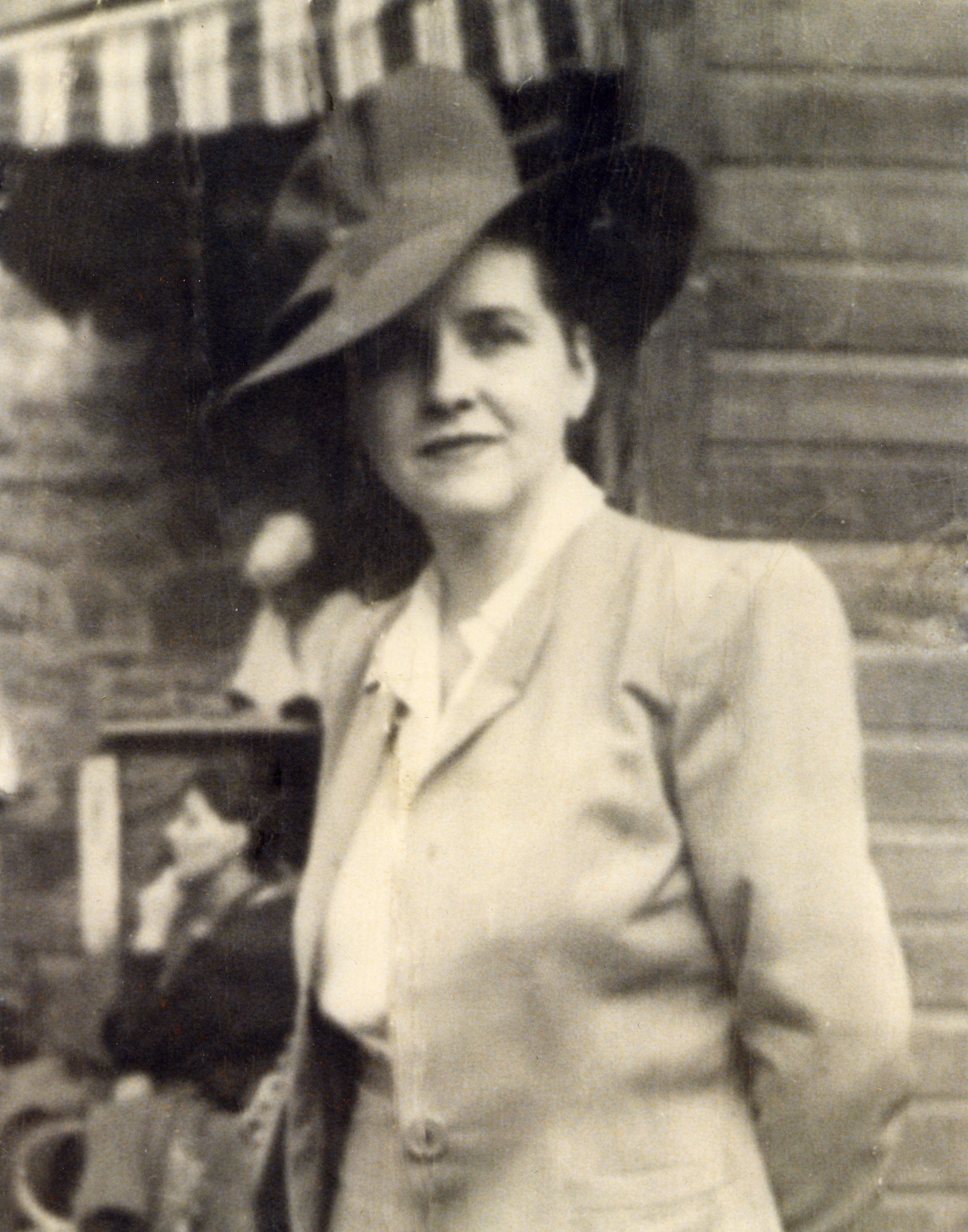
Mary Chase

Mary Agnes McDonough Coyle Chase (* 25. Februar 1907 in Denver, Colorado; † 20. Oktober 1981 ebenda) war eine US-amerikanische Schriftstellerin. 

## Leben
Ihre Mutter war irischer Abstammung, was vielleicht die Liebe der Autorin zur irischen Mythologie erklärt. Von 1922 bis 1924 studierte sie an der University of Denver und an der Universität von Colorado, brach ihr Studium jedoch vorzeitig ab und arbeitete als Lokalreporterin. Sie heiratete 1928 den Zeitungsreporter Robert Lamont Chase. Als Hausfrau und Mutter begann sie Theaterstücke zu schreiben. 
Nach zwei kaum beachteten Stücken gelang ihr 1944 mit Mein Freund Harvey der Durchbruch, für das sie 1945 auch den „Pulitzer-Preis für Theater“ erhielt. Allein in New York wurde das Stück 1775 Mal aufgeführt. Mit den nachfolgenden, zum  Teil satirischen Komödien konnte sie nicht mehr an den außergewöhnlichen Erfolg von Mein Freund Harvey anknüpfen. Für zwei Verfilmungen (1950 und 1972) schrieb sie das Drehbuch.

## Werke
- Me, third. A Farce in Three Acts, Denver um 1936
- Now You've Done It, 1937
- Sorority House. A Comedy in Three Acts, New York und London um 1939
- Too Much Business. A Comedy in One Act, New York, Los Angeles und London 1940
- The White Rabbit. A Comedy in Three Acts, Five Scenes, New York um 1943 (später unter dem Titel Harvey. A Comedy, New York 1944; dt. Mein Freund Harvey, um 1950)
- The Next Half Hour, 1945
- Mrs. McThing. A Play, New York 1952
- Bernardine. A Comedy in Two Acts, 1952 (im Druck New York 1953)
- zusammen mit Harold Berson (Bilder): Loretta Mason Potts, Philadelphia um 1958
- Midgie Purvis. A Comedy in Two Acts and Seven Scenes, 1961 (im Druck New York 1963)
- The Wicked Pigeon Ladies in the Garden, New York 1968
- Cocktails with Mimi, New York 1974
- The Wicked, Wicked Ladies in the Haunted House, New York 2003